# Elize Ryd
Elize Ryd (nacida como Hanna Elise Isabella Maj Höstblomma Ryd; Värnamo, Småland; 15 de octubre de 1984) es una cantautora sueca, conocida por ser la vocalista principal de la banda Amaranthe. También ganó cierta popularidad al hacer algunas colaboraciones con la banda Kamelot. Su voz está en el rango de soprano.

## Trayectoria

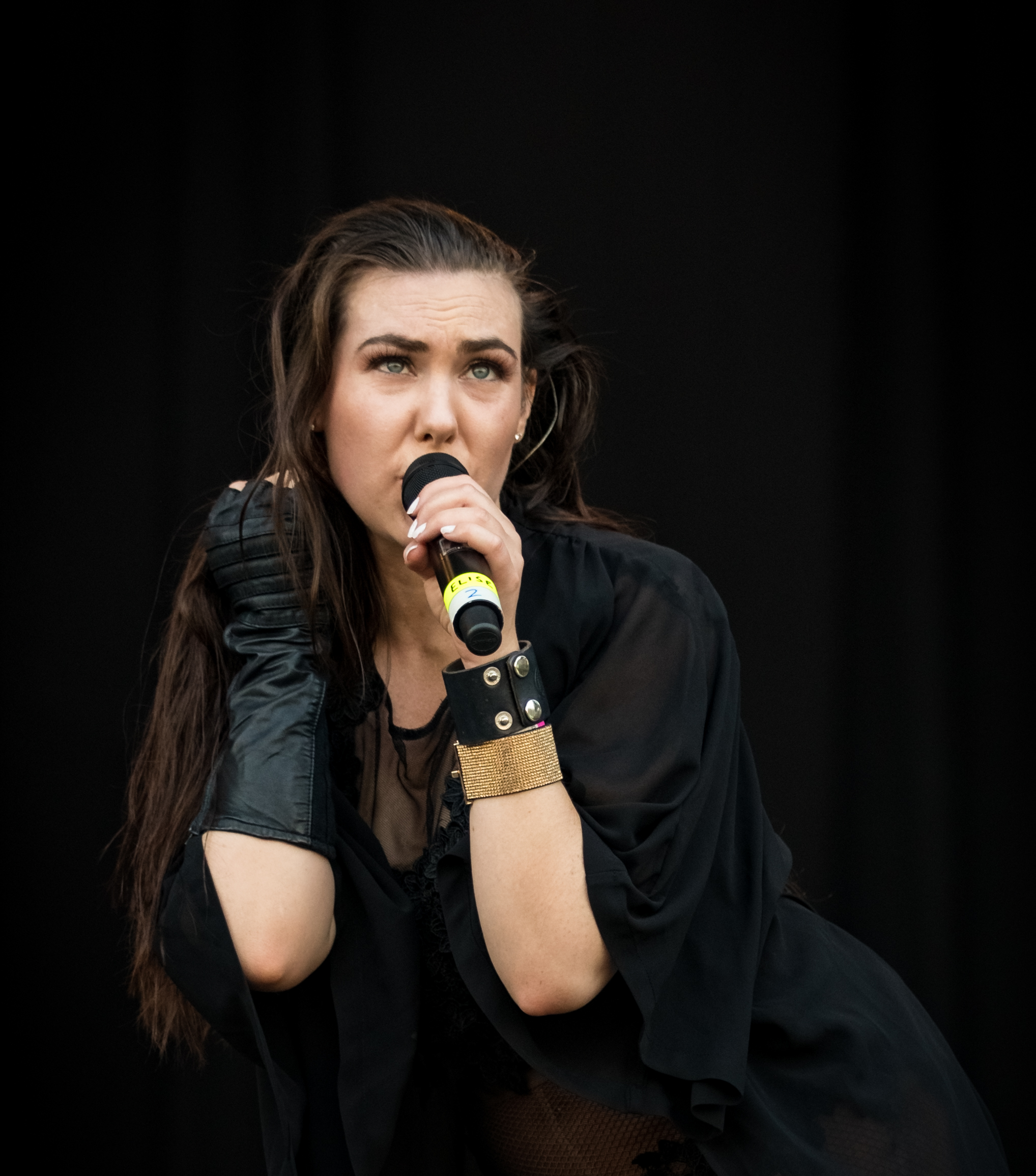
Elize Ryd - Wacken Open Air 2018

Elize comenzó su carrera de cantante grabando coros para la banda Falconer, en su álbum Sceptre Of Deception de 2003, lo que también hizo para el álbum Grime Vs. Grandeur del mismo grupo. Unos años después conoció a Jake E. en un club en Gotemburgo, quien le pidió que grabara con su banda una canción llamada Fade Away. Jake luego le presentó a Olof Mörck, quien le propuso a Elize una colaboración con su banda Dragonland, a lo que ella accedió. Así grabó tres canciones del álbum Astronomy. Fue por esa época que la banda Nightwish mostró interés en Elize para reemplazar a Tarja Turunen, aunque no fue escogida para el trabajo. Elize declaró en una entrevista que no la eligieron por su falta de experiencia y falta de conocimiento de la industria. Después de estudiar 3 años en la Escuela de Artes Escénicas de Gotemburgo, Olof la invitó a unirse a su nueva banda Avalanche como vocalista principal, banda que sería renombrada a Amaranthe por razones legales.

### Amaranthe
A comienzos de 2009, Amaranthe lanzó su primer EP, Leave Everything Behind. En 2011 lanzaron su primer sencillo Hunger previo al lanzamiento de su primer álbum Amaranthe. La banda realizó dos vídeos musicales, el del sencillo Hunger y otro de la canción Amaranthine, ambos dirigidos por Patric Ullaeus. También se lanzó un video corto para «1.000.000 Lightyears», el cuarto sencillo de su álbum debut.
El 25 de enero de 2013, la banda lanzó un nuevo sencillo llamado «The Nexus» y su respectivo video musical, a la vez que anunciaron el lanzamiento de su nuevo álbum también llamado The Nexus a mediados de 2013.
Al día de hoy, Amaranthe cuenta con seis álbumes de estudio, todos con Ryd como la voz femenina.

### Kamelot

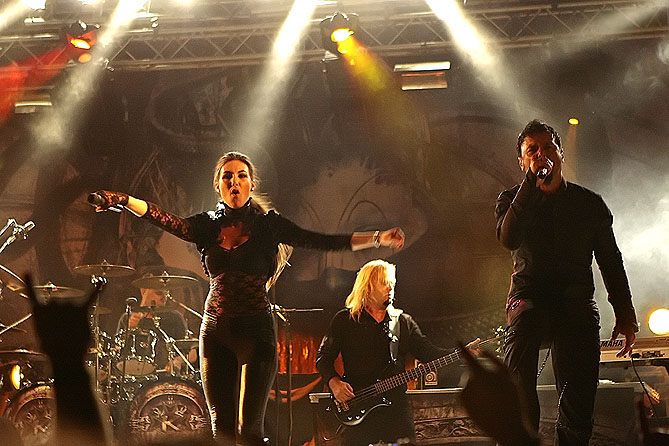
Elize Ryd con Kamelot.

A lo largo de 2011 y 2012, Elize se unió a Kamelot en vivo, como vocalista principal durante su tour, grabó algunas partes en tres pistas para el décimo álbum de Kamelot, Silverthorn y apareció en uno de sus vídeos musicales.
El 28 de septiembre de 2012 mientras realizaba el tour norteamericano Imaginaerum World Tour con Kamelot, Elize y otra vocalista en vivo de la banda, Alissa White-Gluz de Arch Enemy se unieron a Nightwish para un solo concierto en Denver, cuando la vocalista de Nightwish, Anette Olzon fue hospitalizada.

### Otras colaboraciones
Debido a la creciente explosión de popularidad de Amaranthe, Elize ha colaborado en canciones de varios artistas. En 2011 participó con la banda sueca Takida en su álbum 
The Burning Heart y la banda Renegade Five en su EP Life Is Already Fading. Además colaboró en el álbum Under the Grey Banner de Dragonland con sus compañeros Jake E. y Andreas Solveström.
En 2012, Elize participó en un proyecto musical llamado Dreamstate, ideado por el guitarrista de Takida, Tomas Wallin.
En 2013, Elize participó en el proyecto de ópera-metal llamado Timo Tolkki's Avalon, donde grabó la canción Enshrined In My Memory perteneciente al álbum The Land of New Hope, que fue lanzado el 17 de mayo de 2013.
En diciembre de 2017, fue invitada (junto a varios artistas de renombre de la escena del metal) por Tarja Turunen a cantar en su versión de Feliz Navidad, lanzada por caridad para las víctimas del Huracán Irma en Barbuda.
En 2019, participó en la canción D.N.A. (Demon and Angel) de la agrupación Turilli/Lione Rhapsody junto a Luca Turilli y Fabio Lione

## Vida personal
Elize es vegetariana. Tiene una hermana mayor llamada Elina Ryd, así como también tenía un medio hermano mayor llamado Johan Carlzon, fallecido en 2008.
Desde 2009 se encuentra en una relación con el exjugador de hockey sueco Joel Gistedt.

## Influencias
Elize ha nombrado a Anette Olzon (ex Nightwish) y Amy Lee (Evanescence) como algunas de sus mayores influencias en la música.

## Discografía

### Sencillos
Con Amaranthe
- Hunger (2011)
- Rain (2011)
- Amarathine (2011)
- 1.000.000 Lightyears (2012)
- The Nexus (2013)
- Burn With Me (2013)
- Drop Dead Cynical (2015)
- Digital World (2015)
- True (2015)

Con Kamelot
- Sacrimony (Angel of Afterlife) (2012)
- Veritas (2012)

Con Timo Tolkki's Avalon
- Enshrined in My Memory (2013)

Con Dreamstate
- Evolution (2012)

Con Arion
- At The Break Of Dawn (2018)

### Álbumes
Con Amaranthe
- Leave Everything Behind (EP, 2009)
- Amaranthe (2011)
- The Nexus (2013)
- Massive Addictive (2014)
- Maximalism (2016)
- Helix (2018)
- Manifest (2020)

Con Timo Tolkki's Avalon
- The Land of New Hope (2013)

Con Docker's Guild
- The Heisenberg Diaries - Book A (próximamente)

### Vídeos musicales
Con Amaranthe
- Hunger (2011)
- Amaranthine (2011)
- 1.000.000 Lightyears (2012)
- The Nexus (2013)
- Burn With Me (2013)
- Invincible (2013)
- Drop Dead Cynical (2014)
- Digital World (2015)
- True (2015)

Con Kamelot
- Sacrimony (Angel of Afterlife) (2012)

Con Timo Tolkki's Avalon
- Enshrined In My Memory (2013)

Con Dreamstate
- Evolution (2012)

Con Gus G
- What Lies Below (2015)